# スコットランド大蔵卿代理
スコットランド大蔵卿代理（スコットランドおおくらきょうだいり、英語: Treasury-depute of Scotland）は、スコットランド王国の官職。最初はスコットランド大蔵卿による任命だったが、1614年にスコットランド国王によって任命される正式な官職になった。1707年に廃止された。

## 概要
スコットランド大蔵卿の補佐官として設立された官職であり、最初は大蔵卿によって任命された。しかし、1603年にスコットランド王ジェームズ6世がジェームズ1世としてイングランド王に即位したことに伴い、スコットランド大蔵卿は度々イングランド宮廷に滞在することになり、本国スコットランドでの職務を大蔵卿代理に委ねるようになった。これにより大蔵卿代理の重要性が上昇し、1614年には大蔵卿ではなく国王自ら任命する官職になった。また、大蔵卿代理が大蔵の職務を代行するようになったため、収入役としての業務に手が回らなくなり、大蔵卿代理とは別に収入役が2、3人任命されるようになった。さらに、スコットランド議会では一部の官職を有する人物が自動的に議席を得ていたが、この制度は1617年の立法により大蔵卿など8つの官職が議席を得ることが正式に規定され、大蔵卿代理もそのうちの1つと定められた。
1686年以降、スコットランド大蔵卿には1人の人物が任命されず委員会制をとったが、大蔵卿代理は大蔵卿委員会の委員の1人になった。
1707年にスコットランド王国とイングランド王国が合同してグレートブリテン王国が成立すると、スコットランド大蔵卿代理は廃止された。

## 一覧
- 1582年 – 1596年：ロバート・メルヴィル（英語版）[5]
- 1610年 – 1611年：フェントンバーンズ卿ジョン・プレストン（英語版）[6]
- 1612年 – 1621年：エリバンク卿ギデオン・マレー（1621年没）[7]
- 1622年 – 1631年：アーチボルド・ネイピア（英語版）（1627年、ネイピア卿に叙爵）[8]
- 1630年[9] – ?：初代トラクエアのステュアート卿ジョン・ステュアート（英語版）
- 1636年 – 1649年：サー・ジェームズ・カーマイケル（1647年、カーマイケル卿に叙爵）[10]
- 1649年 – ?：サー・ダニエル・カーマイケル[10]
- 1661年 – 1671年：初代ベレンデン卿ウィリアム・ベレンデン（英語版）（1671年没）[11]
- 1671年 – 1681年/1682年：ハルトーン卿チャールズ・メイトランド（英語版）[12]
- 1681年[13] – 1684年：ジョン・ドラモンド
- 1684年[14] – 1686年[4]：初代キントア伯爵ジョン・キース（英語版）
- 1687年 – 1689年：メイトランド子爵リチャード・メイトランド（英語版）[4]
- 1692年 – 1696年：レイス卿アレクサンダー・メルヴィル[4]
- 1696年 – 1698年：ポルワース卿パトリック・ヒューム[4]
- 1699年 – 1702年：オルミストン卿アダム・コックバーン（英語版）[15]
- 1702年 – 1704年、1705年 – 1708年：初代ケルバーンのボイル卿デイヴィッド・ボイル（英語版）（1703年、グラスゴー伯爵に叙爵）[16]